# Joakim Olsson Agerskov
Joakim Olsson Agerskov, född Olsson 22 februari 1991, är en svensk dansarrangör från Helsingborg i Skåne som även är producent och programledare för podcasten Nonstop - Ett samtal om dansband. Han var under coronapandemin starkt drivande i frågan om statligt kulturstöd och gjorde som opinionsbildare sig ett namn i frågan om räddningspaket till dansbandsbranschen.
Han var under åren 2020-2023 reporter och krönikör i branschmagasinet Får Jag Lov och producerade samt var programledare för två digitala dansgalor och en rad konserter under åren 2020 och 2021 för att uppmärksamma dansbandsbranschen medialt.